# Квин, Лев Израилевич
Лев Изра́илевич Квин (20 апреля 1922, Рига — 27 февраля 1996, Барнаул) — русский советский писатель, член Союза писателей РФ.

## Биография
Лев Квин родился в 1922 году в Риге, учился в гимназии в Даугавпилсе, гимназистом участвовал в работе подпольного Союза Трудовой молодёжи Латвии. В 1940 году Лев Квин был арестован, освобождён после вхождения Латвии в состав СССР. 
С 1941 года принимал участие в Великой Отечественной войне, воевал на Северо-Западном и 2-м Украинском фронтах, участвовал в освобождении Венгрии и Австрии. 
После войны работал в советской военной администрации в Будапеште, а также в газете для австрийского населения в Вене.
С 1953 года жил в Барнауле, работал в краевой молодёжной газете, в краевом комитете по радиовещанию и телевидению.
Умер 27 февраля 1996 года в Барнауле.

## Творчество
Лев Квин печатался с 1950 года, когда в армейской газете был напечатан его рассказ «Листовка». Его первая книга — «Экспресс следует в Будапешт» (1955).
Всего писатель написал около 50 книг, в том числе романы «Город не спит», «Звезды чужой стороны», «Ржавый капкан на зеленом поле», повести «В те дни», «Икс, игрек, зет», «Мы, которые оболтусы», пьесы «Высоко в синем небе», «Кругом шпионы», «Кто виноват», мемуары «Улица королевы Вильгельмины».
Произведения Квина обращены главным образом к детям и юношеству, привлекают острым сюжетом, глубиной психологической характеристик, юмором, точным знанием деталей. Автор работал в жанре документальной прозы («Три жизни Николая Струкова», 1977; «Горький дым костров», 1978; «Характеры и судьбы», 1988), драматургии («Чудак-человек», «Высоко в синем небе», 1976, «Везет же людям!», 1979), фантастики («Было-не было», 1974).
Его книги издавались в Барнауле, Новосибирске, Ташкенте, Ереване, Москве, за границей, в разных городах страны шли его пьесы.
Помимо собственного творчества Лев Израилевич Квин переводил художественные произведения с немецкого, латышского, английского языков. 
Л. И. Квин был секретарём Алтайской писательской организации, членом редколлегии и редактором журнала «Алтай», членом редколлегии журнала «Барнаул», избирался членом правления СП РСФСР.

## Филателистическая деятельность
Лев Израилевич Квин был филателистом, членом правления краевого отделения Всесоюзного общества филателистов

## Награды
Награждён орденом Отечественной войны I степени, Красной Звезды, «Знак Почёта», тремя орденами Венгерской Народной Республики, медалями.

## Память

Мемориальная доска в Барнауле

В 1999 году в Барнауле, на стене Дома под шпилем, где жил Лев Израилевич Квин, была открыта мемориальная доска.